# ForMe+You
ForMe+You è un album pubblicato sotto forma di mixtape del cantante statunitense Austin Mahone, reso disponibile sulle piattaforme digitali a partire dal 30 dicembre 2016. Il progetto include collaborazioni con rapper di rilievo quali Pitbull, Juicy J e 2 Chainz.

## Tracklist
1. Love at Night (feat. Juicy J) – 3:06
2. Pretty and Young – 3:05
3. Lady (feat. Pitbull) – 3:31
4. Better with You – 3:54
5. Double Up – 3:15
6. Wait Around – 4:14
7. Except for Us – 2:51
8. Shake It for Me (feat. 2 Chainz) – 3:54